# Fried. Krupp Maschinen- und Stahlbau Rheinhausen

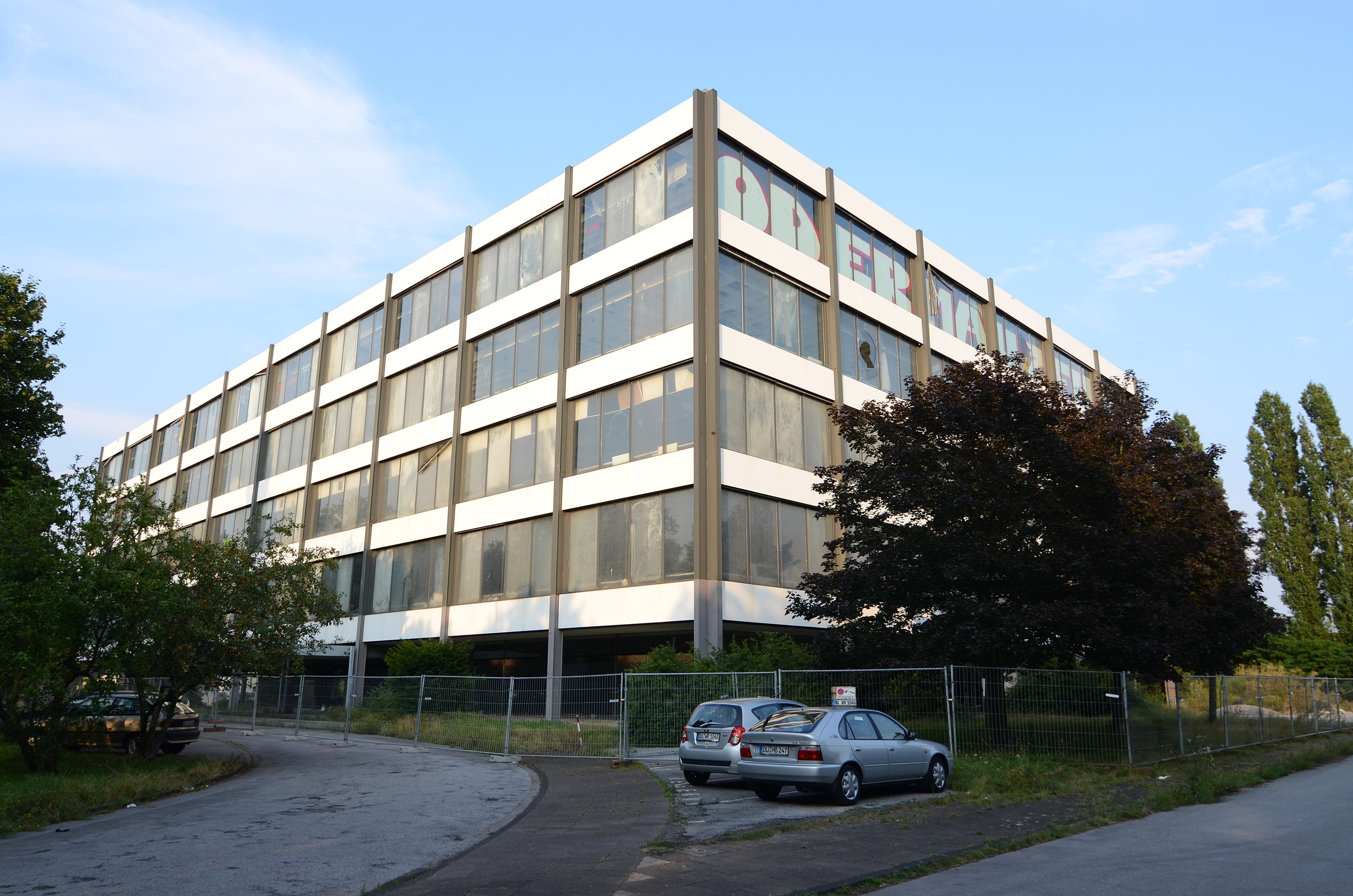
Ehemaliges Verwaltungsgebäude Krupp-Industrietechnik (August 2014)

Fried. Krupp Maschinen- und Stahlbau Rheinhausen ist ein deutsches Unternehmen.

## Geschichte
Der Kreisausschuss Moers genehmigte mit Urkunde vom 4. Dezember 1904 einen Antrag der Friedrich Krupp AG, auf dem Gelände der Friedrich-Alfred-Hütte in Rheinhausen (genauer: auf dem Grundstück der Gemeinde Bliersheim, Bürgermeisterei Friemersheim, Flur 13 Nr. 1023/144) eine Brückenbauanstalt zu errichten, um Maschinen und Bauwerke zu konstruieren. Die Eisenbauwerkstätte, wie die Unterabteilung des Hüttenwerkes zunächst benannt wurde, war im Dezember 1907 fertig gestellt, aber erst zum 1. Februar 1908 voll in Betrieb genommen. Nachdem zunächst die Anfertigung eigener Werkshallen zentraler Arbeitsschwerpunkt war, kamen schon bald Brückenbauwerke in Deutschland und wenig später in anderen Staaten hinzu.
Am 1. April 1941 wurde aus der Brückenbauanstalt eine eigenständige Firma, die zunächst den Namen Fried. Krupp Stahlbau Rheinhausen führte. Sie wurde zunächst als Zweigniederlassung von Krupp Essen beim dortigen Amtsgericht unter der Handelsregistereintragung A Nr. 8795 geführt.
Am 26. Januar 1944 erfolgte die gerichtliche Umtragung unter dem neutralen Namen Stahlbau Rheinhausen zum Amtsgericht Moers, Handelsregister A Nr. 358. 1957 erfolgte eine Umbenennung in Fried. Krupp Maschinen- und Stahlbau Rheinhausen (Amtsgericht Moers, A 770). In den 70er Jahren erfolgte eine weitere Umbenennung in Krupp Industrietechnik. Die Rechtsform war stets die einer GmbH.
Sitz war Rheinhausen am Niederrhein, wo auch um 1962 an der Franz-Schubert-Straße die neue Hauptverwaltung errichtet und 1973 erweitert wurde.
Der Produktionsbetrieb in Duisburg-Rheinhausen wurde 1978 eingestellt und der Sitz nach Essen verlegt. 1987 machte die Krupp Industrietechnik einen Verlust von rund 100 Mio. DM. Die Unternehmenskrise (die letztlich auch zur Schließung des Krupp Hüttenwerkes Rheinhausen führte), war damals großes Medienthema. 1989 gab es eine Kooperation mit Mannesmann-Demag, bei der auch diverse Standorte und Produktionsbereiche getauscht wurden. Das Verwaltungsgebäude in Rheinhausen wurde 1996 endgültig leergezogen und verrottete seither, bis es im Herbst 2022 abgerissen wurde.
Das Unternehmen ist auch heute an zahlreichen Standorten tätig, z. B. in Hannover-Langenhagen (Kundendienst-Station für Druckluft und Hydraulik), in Siegen und in Grünwald.

## Brückenprojekte

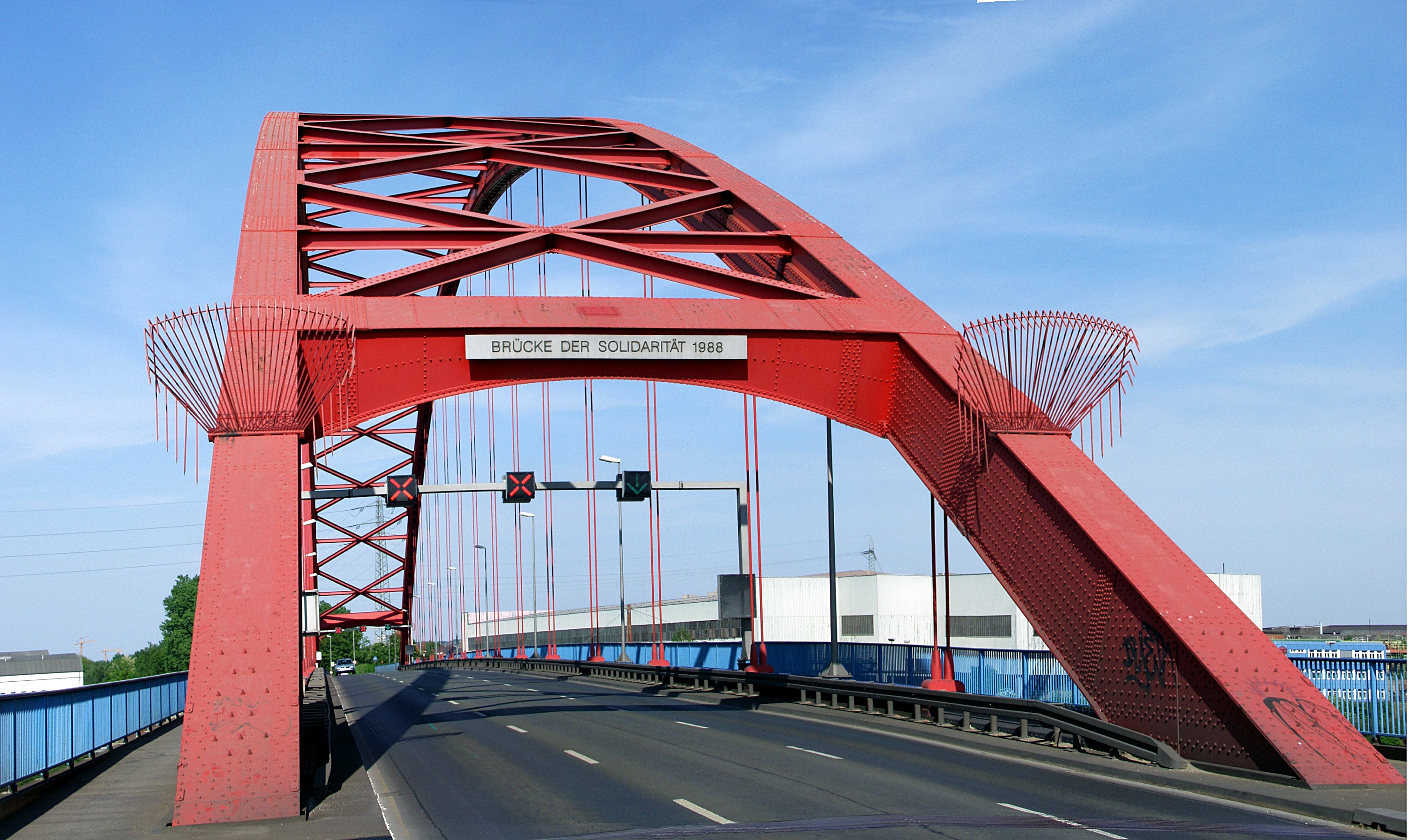
Brücke der Solidarität Rheinhausen

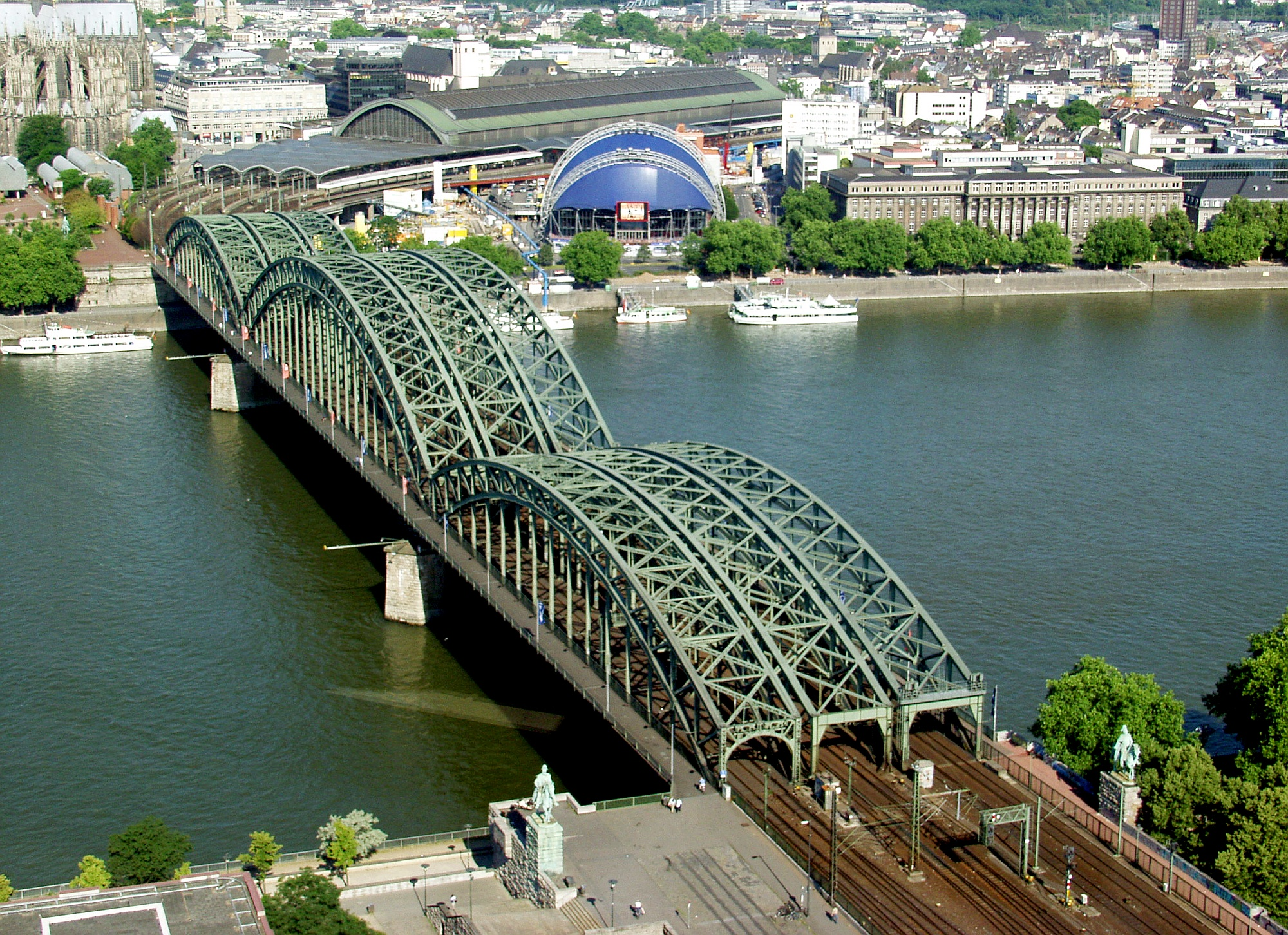
Hohenzollernbrücke Köln

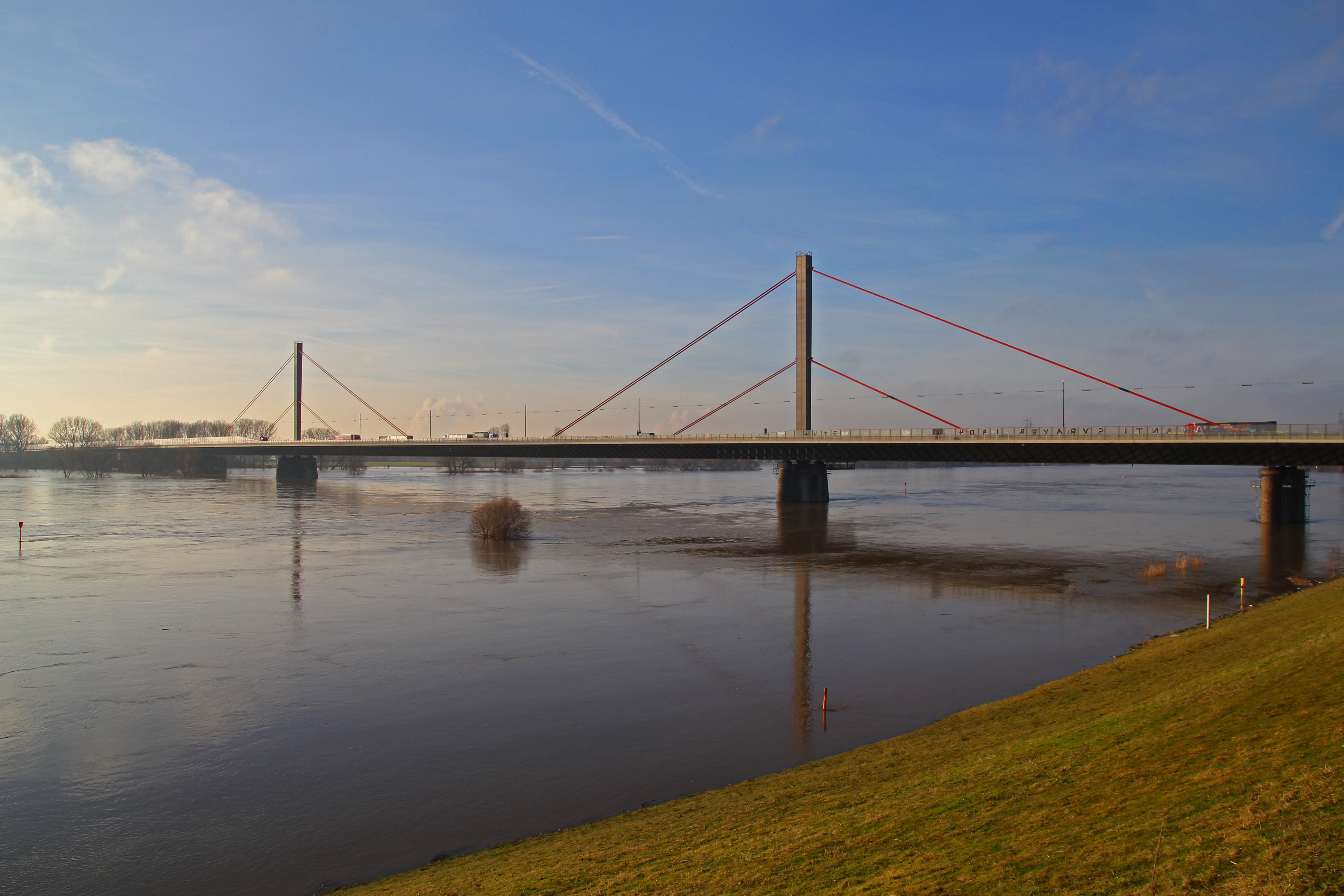
Alte Rheinbrücke Leverkusen

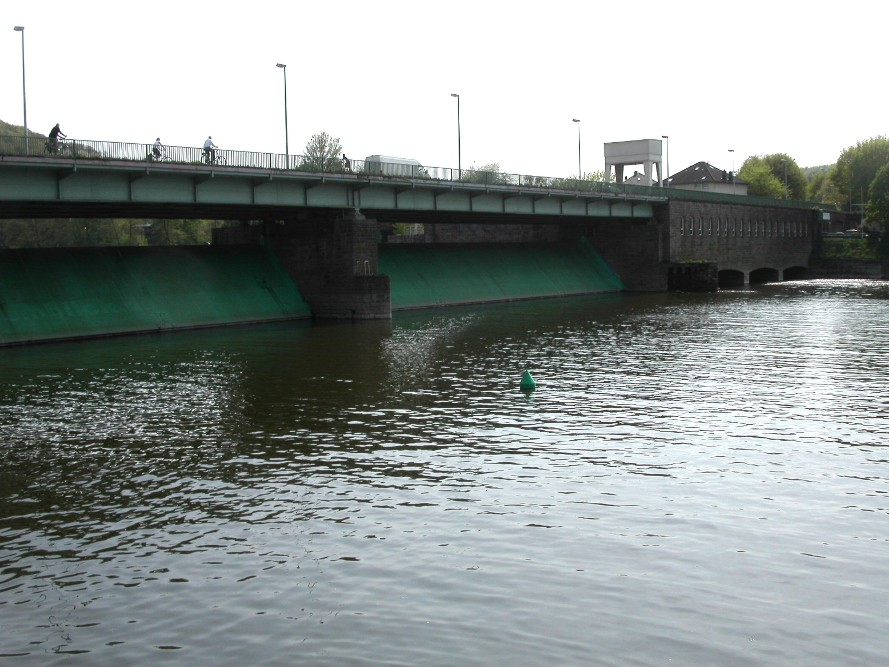
Kettwiger Stauwehr

Die Firma errichtete zahlreiche Industrieanlagen und Brücken. Erwähnt seien insbesondere folgende Brückenbauwerke
- Eisenbahnbrücke über den Sanaga, Kamerun, (1910–1911)
- Straßen- und Eisenbahnklappbrücke im Hafen Ruhrort (1912–1913)
- Straßen- und Eisenbahnbrücke über die Save bei Saba (1921–1922)
- Eisenbahnbrücke über die Elbe bei Hämerten (1923–1925)
- Duisburg-Hochfelder Eisenbahnbrücke (1925–1927 und 1945–1950)
- Klappbrücke Marientor in Duisburg (1928)
- Steinheimer Mainbrücke bei Hanau (1928)
- Aliakmon-Brücke Griechenland (1930)
- Straßenbrücke über den Nil bei Banha (1931)
- Straßenbrücke Krefeld-Uerdingen-Mündelheim (rechtsrheinischer Teil, 1933–1934)
- Admiral-Graf-Spee-Brücke Rheinhausen-Hochfeld (1934–1936)
- Eisenbahnbrücke über den Strelasund bei Rügen (1934–1935)
- Autobahnbrücke für die A3 über die Ruhr bei Duisburg (1934–1935)
- Eisenbahn-Viadukt über den Urselbach (1934–1935)
- Autobahnbrücke Frankfurt-Gießen (1935–1936)
- Autobahnbrücke bei Thieschitz über die Weiße Elster nahe Gera (1937)[5]
- Atatürk-Brücke über das Goldene Horn, Türkei (1937)
- Autobahnbrücke über die Süder-Elbe bei Hamburg (1937–1938)
- Elbe-Hochbrücke Hamburg (1938–1939)
- Rheinbrücke Rheinhausen-Hochfeld (spätere Brücke der Solidarität), 1945–1950
- Hohenzollernbrücke Köln (1946–1948)
- Weserbrücke Bremen (1947)
- Brücke über die Wehranlage Kettwig (1950)
- Köln-Mülheimer Brücke (1951)
- Schlossbrücke Mülheim an der Ruhr (1957–1960)
- Ferdinand-Leitner-Steg Stuttgart (1961)
- Rheinbrücke Leverkusen (1965)
- Stahlhochstraße an der B 1 in Essen (später A 40; 1964)
- Schwimmbrücke Dahlhausen bei Bochum (1959)
- Sues-Kanalbrücke El Ferdan (1963–1965)
- Flößerbrücke (1964)
- Autobahnbrücke über den Rhein bei Leverkusen (1965)
- Thalaubachtalbrücke Eichenzell, Hessen (1968)
- Wiehltalbrücke Gummersbach (1971)
- Saatwinkler Steg Berlin (1990)
- Seehofstraßenbrücke Berlin-Zehlendorf (1991)
- Germelmannbrücke Berlin (1991)
- Alte Späthbrücke Berlin (1992)
- Joachim-Tiburtius-Brücke Berlin (1993)
- Michaelbrücke Berlin (1995)
- Mühlenfließbrücke Rüdersdorf (1995)
- Spandauer-See-Brücke Berlin (1997)
- Königswegbrücke Berlin (1998)
- Wasserstadtbrücke Berlin (2000)
- Stadionbrücke Alte Försterei Berlin (2001)
- Kibbelstegbrücken Hamburg (2002)
- Modersohn-Brücke Berlin (2002)

## Weitere Bauprojekte

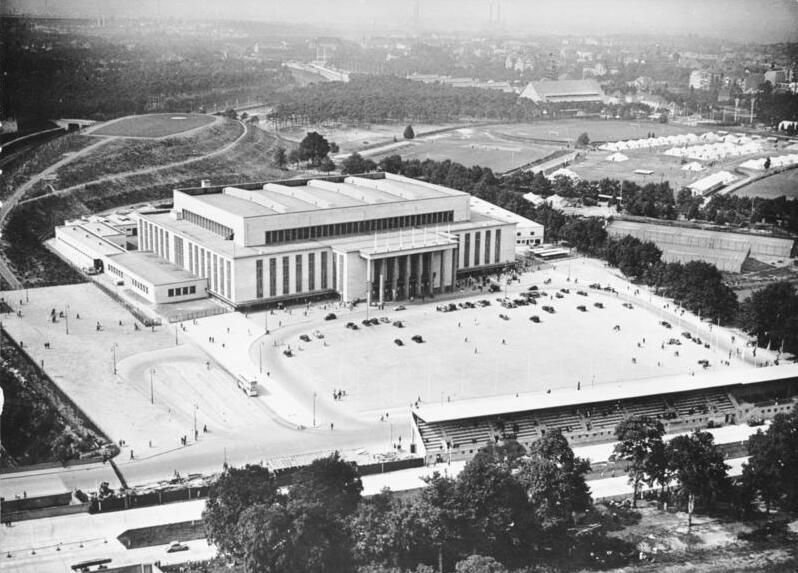
Deutschlandhalle, 1939

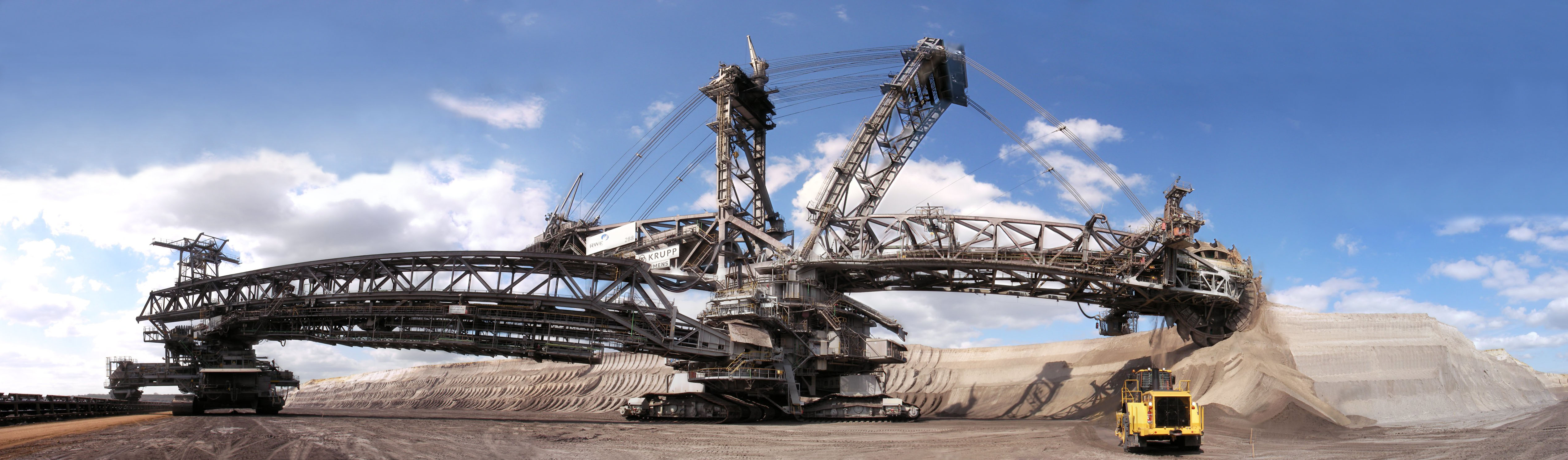
Schaufelradbagger 288 im Tagebau Garzweiler

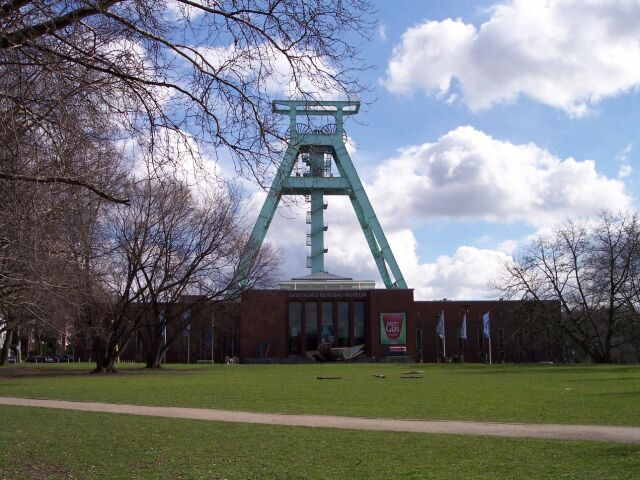
Förderturm Dahlhausen

Es wurden auch andere Gebäude errichtet, z. B.:
- Schiffbauhalle für Blohm und Voss Hamburg (1922/1923)
- Deutschlandhalle Berlin (1935)
- Deutscher Pavillon für die Weltausstellung Paris (1937)
- Einrichtungen für Schauspielhäuser Düsseldorf und Köln, Mercatorhalle Duisburg, Staatstheater Kassel, Stadttheater Bochum, Bonn, Dortmund, Gelsenkirchen, Krefeld, Münster (50er Jahre)
- Grugahalle, Essen (1957)
- Verwaltungsgebäude Krupp Stahlbau Rheinhausen (1961–1962)
- Ev. Kirche Friemersheim (1963)
- Lehrwerkstatt Krupp Rheinhausen (1963)
- Geschäftshaus Fa. Osram, München (1966)
- Kammermusiksaal Berlin-Tiergarten (1988)
- Theater am Potsdamer Platz Berlin (1998)
- Velodrom (Berlin) (1999)

Weiterhin wurden Industrieanlagen errichtet, z. B.:
- Förderturm der Zeche Hannibal (1928)
- Walzwerk Teheran (1935)
- Stahl- und Walzwerk Heluan, Ägypten (1950)
- Filmfabrik Leverkusen (1951)
- Förderturm Dahlhausen (1957)
- Blasstahlwerk Phoenix-Rheinrohr, Duisburg-Ruhrort (1960/1961)
- Opelwerk Bochum D3-D5 (1961)
- Förderturm Zeche Sachsen (1963)
- Erztransportanlage Liberia (1963)
- Zementfabrik Massaua, Äthiopien (jetzt Eritrea; 1964–1966)
- Stahlwerk Misrata, Libyen
- Schaufelradbagger 288 (Braunkohletagebau Garzweiler)